# Чупино (Пышминский муниципальный округ)
Чупино — село в Пышминском городском округе Свердловской области России.

## Географическое положение
Чупино расположено в 10 километрах (по автодороге в 13 километрах) к северо-востоку от посёлка Пышма, на левом берегу реки Пышмы, в устье её левого притока — реки Корчаги. В селе расположен остановочный пункт Просёлок Свердловской железной дороги. В одном километре к северу от Чупина проходит Сибирский тракт.

## История села
Село было основано примерно в 1682 — 1689 годах. В 1899 году было открыто земское училище в селе.
14 ноября 2016 года областным законом № 106-ОЗ, от 2016 года, к Чупину был присоединён упразднённый посёлок Просёлок.

## Население
| 2002 | 2010 | 2021 |
| ---- | ---- | ---- |
| 431  | ↘405 | ↘363 |